# 佐々木祐子
佐々木 祐子（ささき ゆうこ）は京都府出身のピアニスト。
ピアニストの佐々木京子は実姉。

## 略歴
桐朋女子高等学校音楽科、桐朋学園大学ピアノ科、同大学付属ディプロマコースを経て、渡仏し、パリ国立高等音楽院（コンセルヴァトワール）第3課程（大学院）修了。同音楽院でメセナ・ソシエテ・ジェネラル奨学金を受ける。現在、国内外で活動している。

## コンクール歴
- 第6回ピアノ教育連盟オーディションにて、奨励賞受賞。
- 1995年日本クラシック音楽コンクール全国大会入選。
- 1996年日本クラシック音楽コンクール全国大会入選。
- 2003年第8回トリオ・ディ・トリエステ国際室内楽コンクールにて、最高位受賞。及び、シューベルトの演奏に対して、アメデオ・バルドヴィーノ特別賞受賞。
- 2003年第27回ヴィットリオ・グイ国際音楽コンクールにて、第3位入賞。
- オーストリア国際音楽祭にて、ピアノソロ部門優秀賞受賞。

## 活動
東京文化会館主催による推薦新人オーディションに合格、東京文化会館大ホールでのコンサートでデビュー。その後、オランダミュージックセッションに奨学金を得て参加するなど、数多くのコンサートに出演する。また、室内楽奏者、伴奏ピアニストとして多くの演奏家と共演。現在は、桐朋学園大学嘱託演奏員、東京藝術大学非常勤講師、上野学園大学非常勤講師も務める。